# موسيقى صقلية
تشير الموسيقى الصقلية إلى الموسيقى التي أوجدتها الشعوب التي قطنت جزيرة صقلية. شكلها التاريخ منذ عهد ماجنا غراسيا 2500 سنة مضت مروراً بالإمبراطورية الرومانية والحكم العربي فمملكة الصقليتين وأخيراً الدولة القومية الحديثة في إيطاليا.

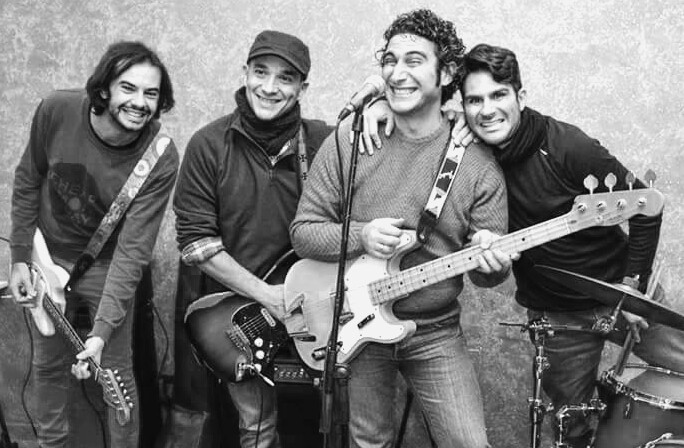
تحرير